# Król smoków
Król smoków (oryg. Long xiao ye) – hongkoński film akcji z 1982 roku w reżyserii Jackiego Chana.
W 1983 roku podczas 2. edycji Hong Kong Film Award Jackie Chan, Hark-On Fung i Yuen Kuni byli nominowani do nagrody za najlepszą choreografię w filmie akcji.

## Fabuła
Dragon Ho (Jackie Chan) i jego przyjaciel Kowboj próbują uratować historyczny i bezcenny skarb przed zniszczeniem. By to zrobić muszą stoczyć walkę z Wielkim Szefem i jego żołnierzami.

## Obsada
Źródło: Filmweb

- Jackie Chan – Dragon
- Wai-Man Chan – Tiger
- Hong-Yip Cheng – Ah Dee
- Tai Do – Ah Dum
- Fung Feng – The Referee
- Hark-On Fung – The Killer King
- Kam-Kwong Ho – The Commentator
- Young Moon Kwan – The Hatchetman
- Hoi Mang – Lu Chen gang member
- Mars – Cowboy
- Yuen-Yee Ny – The Matchmaker
- Tien Feng – Dragon's Father
- Hwang In-Shik – The Big Boss
- Corey Yuen – Lu Chen gang member